# Janja Garnbret
Janja Garnbret (n. 12 martie 1999, Šmartno pri Slovenj Gradcu, Comuna urbană Slovenj Gradec, Slovenia) este o alpinist sloven, medaliată olimpică. A participat la 2 ediții ale Jocurilor Olimpice (2020, 2024) în care a câștigat o medalie de aur.